# كريستيان زينوني
كريستيان زينوني (بالإيطالية: Cristian Zenoni)‏ (مواليد 23 أبريل 1977 في تريتشوري بالنياريو - إيطاليا) لاعب كرة قدم إيطالي يلعب حاليا لصالح نادي الدرجة الأولى بولونيا الإيطالي منذ 2008 في مركز الظهير الأيمن كما يجيد اللعب في مركز الوسط الأيمن.

## روابط خارجية
- كريستيان زينوني على موقع الاتحاد الأوربي (الإنجليزية)
- كريستيان زينوني على موقع قاعدة بيانات كرة القدم.إي يو (الإنجليزية)
- كريستيان زينوني على موقع ناشيونال فوتبول تيمز (الإنجليزية)